# خوان غارسيا (ممثل مكسيكي)
خوان غارسيا (بالإسبانية: Juan García "El peralvillo")‏ هو كاتب سيناريو وممثل مكسيكي، ولد في 5 فبراير 1905 في ماتاموروس في المكسيك، وتوفي في 12 أكتوبر 1973 في مدينة مكسيكو في المكسيك.

## وصلات خارجية
- خوان غارسيا على موقع IMDb (الإنجليزية)
- خوان غارسيا على موقع قاعدة بيانات الفيلم (الإنجليزية)